# Homogrefe decelularizate
Homogrefele decelularizate sunt valve cardiace umane donate și modificate ulterior prin inginerie tisulară. Există mai multe tehnici de decelularizare, majoritatea bazându-se pe procedee bazate pe detergenți sau enzimatice, care au ca scop eliminarea tuturor celulelor donatorului, păstrând în același timp proprietățile mecanice ale matricei rămase.

## Generalități
Valvulopatia aortică poate fi congenitală sau dobândită. Mai multe opțiuni terapeutice sunt deschise pacienților odată ce a fost confirmată indicația pentru înlocuirea valvei aortice. Una dintre opțiuni este înlocuirea acesteia cu o valvă mecanică.
Aceasta necesită însă un regim strict de anticoagulare pe toată durata vieții pentru a evita tromboembolismul cerebral.
Protezele biologice, și anume valvele cardiace pericardice de origine animală (xenogene), oferă o alternativă viabilă. Cu toate acestea, în special în cazul pacienților tineri, s-a constatat că valvele biologice nu oferă o durabilitate satisfăcătoare și că poate apărea o degenerare rapidă a valvelor în câteva luni.
O altă opțiune terapeutică este operația Ross, o procedură chirurgicală extinsă în care valva aortică afectată este înlocuită cu valva pulmonară a pacientului (autogrefă). Valva pulmonară trebuie apoi înlocuită cu o proteză valvulară cardiacă. Un dezavantaj al acestei metode este că poate duce frecvent la o inimă bolnavă cu "două valve", deoarece aproape toate autogrefele sunt afectate de dilatarea progresivă pe termen lung, iar proteza valvei pulmonare, adesea o homo-grefă crioconservată convențională, este supusă aceleiași rate de degenerare ca toate valvele biologice. Acest lucru poate duce astfel la reoperații frecvente  care au o rată de mortalitate substanțial mai mare din cauza aderențelor postoperatorii.

## Concepte de inginerie tisulară
Lipsa unor proteze valvulare cardiace durabile pentru pacienții tineri a impulsionat cercetarea în privința abordului prin inginerie tisulară pentru înlocuirea valvelor. Conceptele actuale de inginerie tisulară se bazează fie pe scheletele polimerice artificiale, fie pe matrice biologice, derivate din țesuturi umane donate (allogene) sau animale (xenogene). Deși sunt mai ușor de obținut, au existat rapoarte de eșecuri dramatice în utilizarea matricelor xenogene la pacienții pediatrici, ceea ce a dus la scepticism în ceea ce privește aplicarea lor.
În prezent, sunt în curs de dezvoltare concepte de valvă cardiacă artificială totală obținută prin inginerie tisulară artificială, care ar rezolva multe cerințe clinice, precum disponibilitatea permanentă a unor dimensiuni și lungimi diferite. Aceste concepte au dat rezultate bune în implementarea tehnică a producției de conducte polimerice valvulare și au fost utilizate cu succes pentru însămânțarea in vitro și in vivo a diferitelor linii de celule (stem). Cu toate acestea, testele preclinice pe modele animale pe termen lung nu au dat încă rezultate satisfăcătoare.

## Homogrefe convenționale
Înlocuirea valvei aortice cu ajutorul unei homogrefe în poziție ortotopică a fost efectuată pentru prima dată acum peste 50 de ani, pe 24 iulie 1962, de către Donald Ross la Guy's Hospital, Londra. Înlocuirea valvei aortice a fost evaluată în studii prospective randomizate, de exemplu, în comparație cu procedura Ross.Înlocuirea valvei aortice cu ajutorul unor homogrefe crioconservate convenționale se efectuează în prezent la  doar aproximativ 3% din totalul pacienților, în principal pentru tratarea endocarditei acute a valvei aortice. Calcificarea severă a homogrefelor convenționale este frecventă și reprezintă principalul motiv pentru utilizarea sa restrictivă. Cu toate acestea, ghidurile actuale confirmă homografele o alternativă validă pentru pacienții tineri care necesită reconstrucția anatomică a tractului de ejecție.

## Homogrefe pulmonare decelularizate (HPD)
HPD au fost implantate clinic din 2002 la pacienții pediatrici. Indicațiile includ în principal pacienții cu afecțiuni pulmonare, cum ar fi stenoza, atrezia sau insuficiența valvei pulmonare. Acestea au demonstrat o performanță clinică excelentă pe termen scurt și mediu, fiind superioare  homogrefelor crioconservate. HPD reprezintă în prezent "standardul de aur" pentru înlocuirea valvei pulmonare în bolile cardiace congenitale În comparație cu homogrefele crioconservate, homogrefele pulmonare decelularizate au avut o rată de degenerare mai mică și necesitate mai mică de extragere ulterioară. Principala limitare este disponibilitatea redusă a acestor homoplasme și costurile mai ridicate.

## Homogrefe aortice decelularizate (HAD)

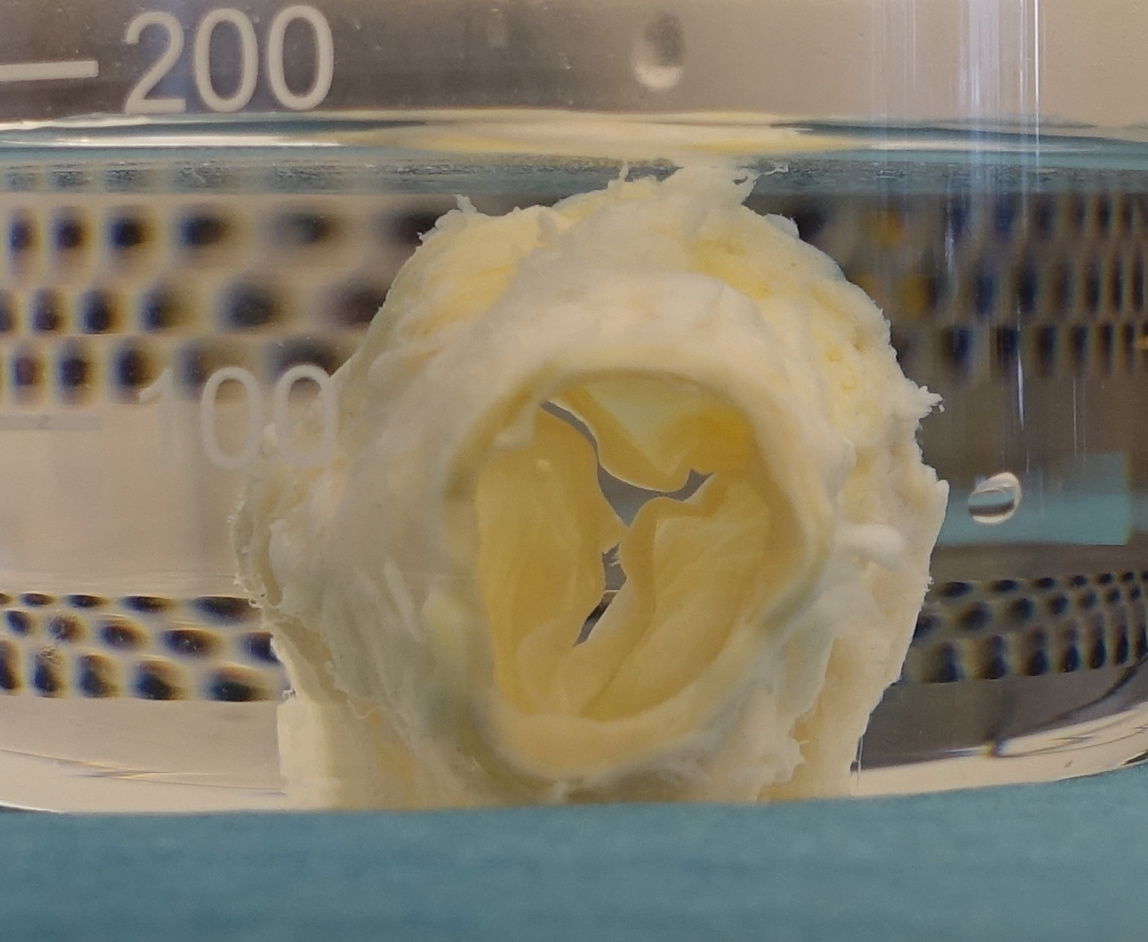
Vedere de sus a unei homogrefe aortice decelularizate, cu trei cuspe flexibile

HAD dezvoltate de Facultatea de Medicină din Hannover (MHH) au demonstrat o stabilitate mecanică suficientă pentru circulația sistemică  și au fost validate în modele animale pe termen lung. Prima HAD a fost implantată la om în anul 2008.
Un studiu european multicentric de înlocuire a valvei aortice prin intermediul HAD la 106 pacienți pediatrici, publicat în 2020, a revelat rezultate comparabile cu procedura Ross și cu implantarea valvei aortice mecanice și rezultate mai bune în comparație cu homogrefele crioprezervate. În comparație cu procedura Ross, rata de mortalitate timpurie a fost mai mică la pacienții cu HAD (2,2 % față de 4,2 %), însă această tendință nu a fost semnificativă din punct de vedere statistic. Complicațiile datorate reimplantării coronare în timpul implantării HAD au apărut la 3,8% și degenerarea progresivă a valvei la 10%.
Un studiu european multicentric la pacienți pediatrici și adulți a comparat HAD cu procedura Ross și a arătat rezultate aproape identice în ceea ce privește degenerescența valvulară și necesitatea extragerii ulterioare a grefei .